# Marten (Dortmund)
Marten, Dortmund-Marten – dzielnica miasta Dortmund w Niemczech, w kraju związkowym Nadrenia Północna-Westfalia, w okręgu administracyjnym Lütgendortmund.